# Holothuria scabra
Holothuria scabra är en sjögurkeart som beskrevs av Jaeger. Holothuria scabra ingår i släktet Holothuria och familjen Holothuriidae. Inga underarter finns listade i Catalogue of Life.

## Bildgalleri

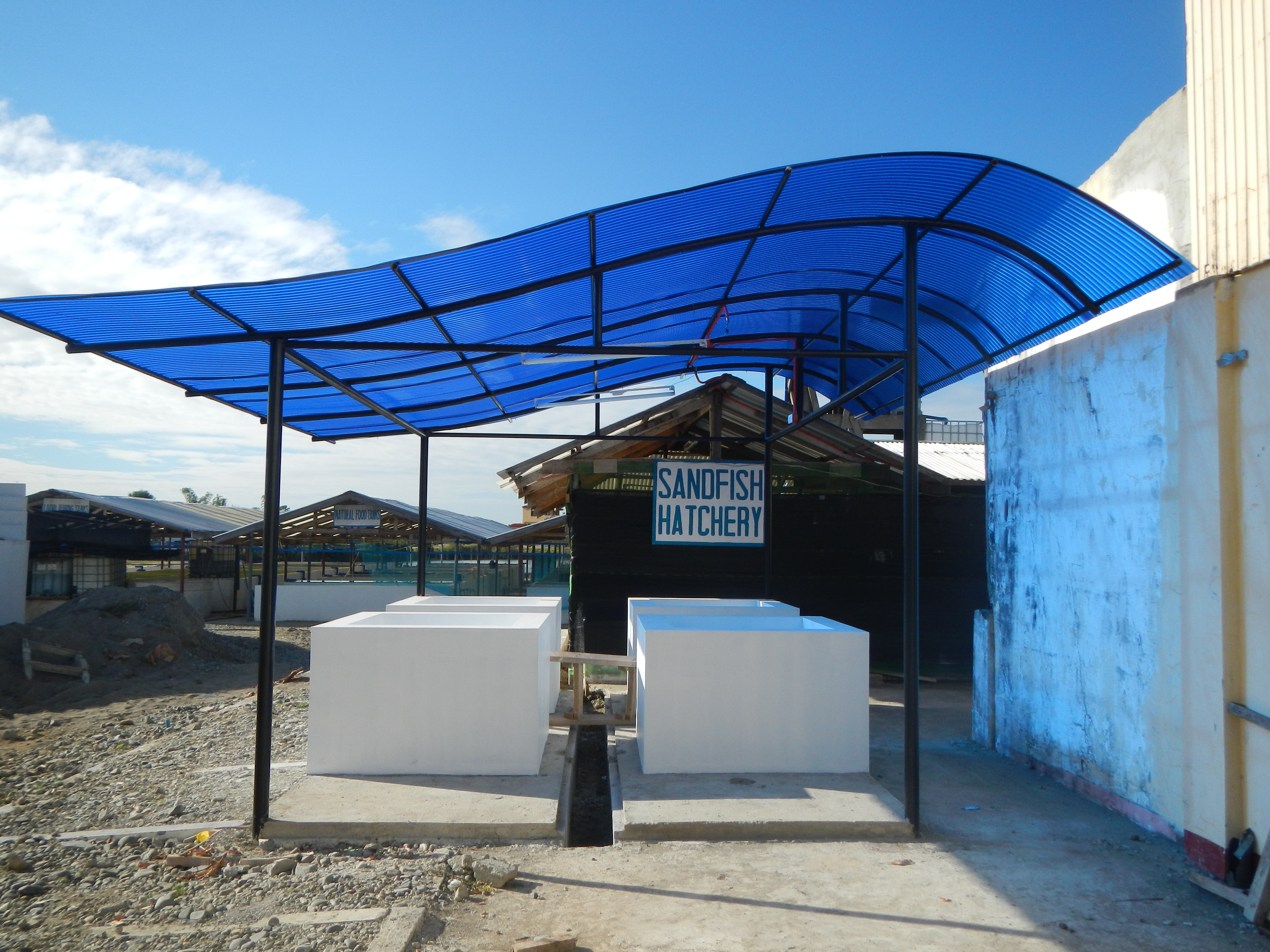
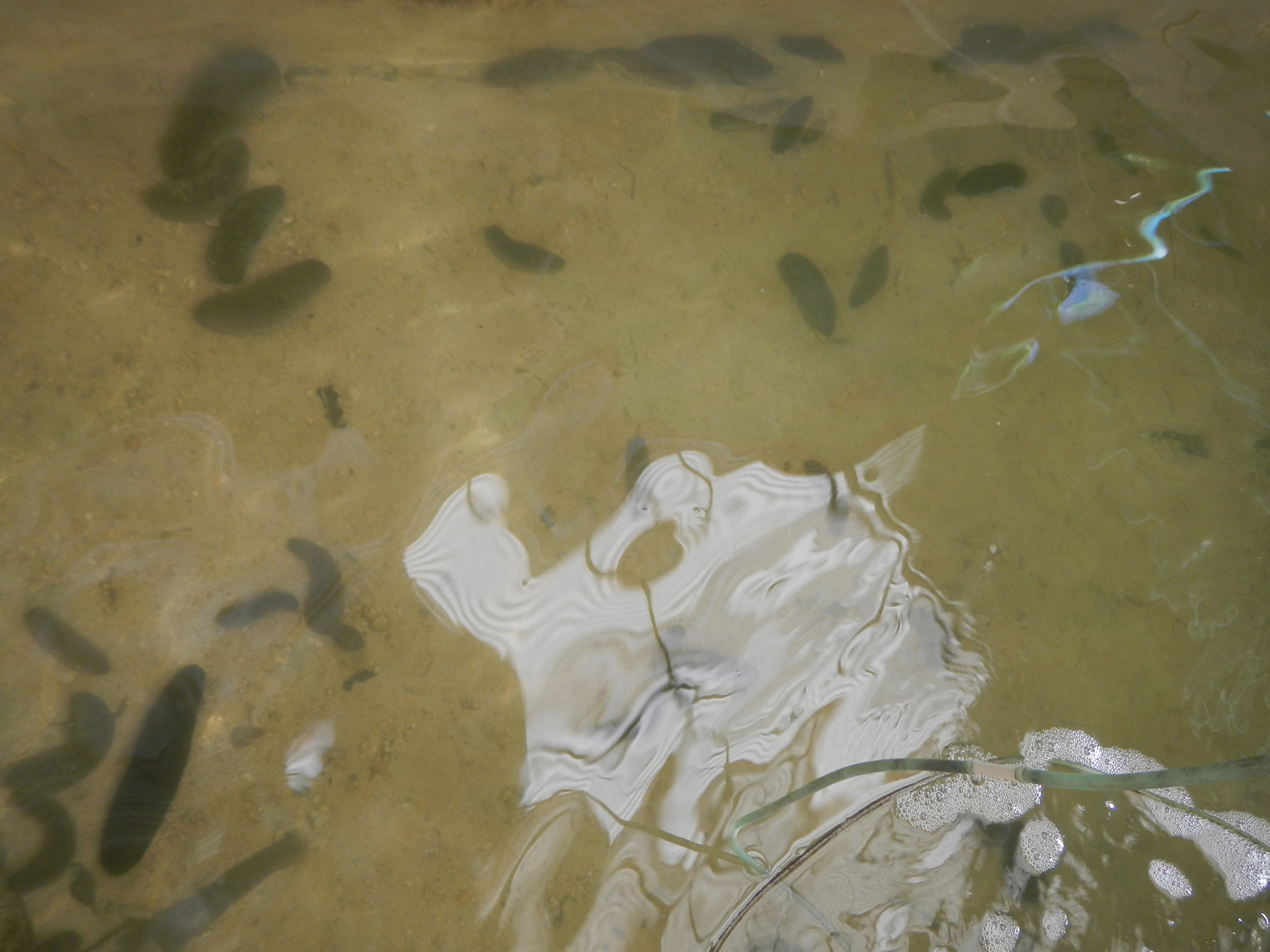